# Rutherglen, Skottland
Rutherglen är en ort i Storbritannien.   Den ligger i kommunen South Lanarkshire och riksdelen Skottland, i den centrala delen av landet, 500 km nordväst om huvudstaden London. Rutherglen ligger 23 meter över havet och antalet invånare är 25 000.
Terrängen runt Rutherglen är lite kuperad. Runt Rutherglen är det tätbefolkat, med 297 invånare per kvadratkilometer. Närmaste större samhälle är Glasgow, 4,9 km nordväst om Rutherglen. Trakten runt Rutherglen består i huvudsak av gräsmarker.